# Klaus Holse
Klaus Holse (født 9. februar 1961) er en dansk direktør og bestyrelsesformand.
Klaus Holse har en baggrund som europæisk og global leder i Microsoft – dog med base i Danmark. Førhen var han 12 år i Oracle med bopæl i Redwood i Californien. Han er uddannet datalog, men især hans internationale erfaring med softwaresalg har nok gjort udslaget.
Han har siden 2012 været administrerende direktør for SimCorp, og inden det var han Corporate Vice President ved Microsoft, hvor han havde ansvaret for Vesteuropa. Han har desuden været bestyrelsesformand for EG A/S, Delegate A/S og Lessor. 
Han har 3 børn fra tidligere ægteskab og har været gift med Susanne Bechmann Holse siden 2004.